# Вулька-Комашицька
Вулька-Комашицька (пол. Wólka Komaszycka) — село в Польщі, у гміні Ополе-Любельське Опольського повіту Люблінського воєводства.
Населення — 215 осіб (2011).

## Демографія
Демографічна структура станом на 31 березня 2011 року:
|          | Загалом | Допрацездатний вік | Працездатний вік | Постпрацездатний вік |
| -------- | ------- | ------------------ | ---------------- | -------------------- |
| Чоловіки | 109     | 27                 | 68               | 14                   |
| Жінки    | 106     | 27                 | 54               | 25                   |
| Разом    | 215     | 54                 | 122              | 39                   |